# Heinrich Hogrebe

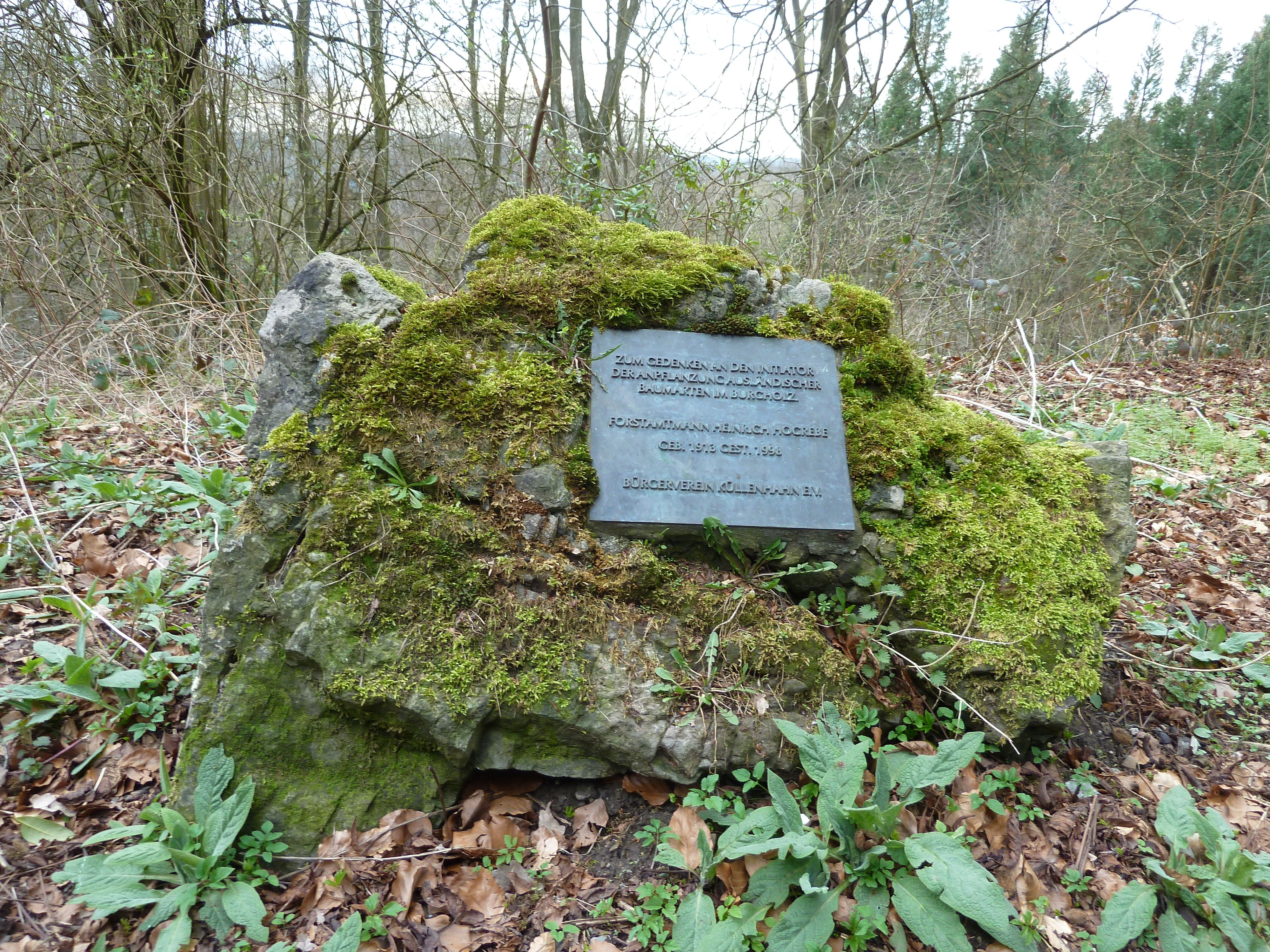
Gedenkstein an Heinrich Hogrebe mit Plakette im Staatsforst Burgholz

Heinrich Hogrebe (* 22. Juni 1913 in Bochum; † 25. Juni 1998 in Wuppertal) war ein deutscher Forstmann und Offizier. International bekannt wurde er mit seinen Versuchen zum Anbau fremdländischer Baumarten im Staatsforst Burgholz.

## Leben und Wirken
Heinrich Hogrebe kam aus einer angesehenen Familie. Sein Vater, Direktor im Schulaufsichtsdienst, stammte aus einem Forsthaus und war passionierter Jäger. Diese Leidenschaft gab er auch an den jungen Heinrich und dessen zwei Brüder weiter, von denen einer ebenfalls Forstbeamter innerhalb der nordrhein-westfälischen Landesforstverwaltung wurde.

### Ausbildung und militärische Karriere
Heinrich Hogrebe wurde am 22. Juni 1913 in Bochum geboren. Nach dem Abitur begann er eine Ausbildung zum Revierförster, absolvierte in Tharandt bei Franz Heske jedoch auch ein anderthalbjähriges Studium mit Abschlussprüfung für die Kolonialforstwirtschaft. Danach musste er seinen Militärdienst ableisten und entschied sich für eine militärische Laufbahn. 1934 trat Hogrebe in das Jäger-Bataillon in Goslar ein. Trotzdem fühlte er sich seinem forstlichen Beruf weiterhin verpflichtet und legte zwischendurch die Revierförsterprüfung in Spangenberg ab.
Schließlich wechselte er an die Heeresschule Döberitz, wo er auch den Beginn des Zweiten Weltkriegs erlebte. Nach der Beförderung zum Leutnant am 1. August 1940 kam er im Oktober zum Infanterie-Regiment 422. Mit diesem kämpfte er ab Juni 1941 in der Sowjetunion. Am 22. Juni 1941 wurde er zum Chef der 5. Kompanie und am 1. April 1942 zum aktiven Offizier und zum Hauptmann befördert. Für seine Leistungen als Kompaniechef erhielt er am 17. August 1942 das Ritterkreuz des Eisernen Kreuzes. Zuvor, am 7. August, war er Kommandeur des II. Bataillons geworden. Da er auch diese Leitungsfunktion hervorragend erfüllte, folgte am 13. April 1944 als Major die Auszeichnung mit dem Eichenlaub zum Ritterkreuz durch Adolf Hitler. Weiter erhielt er die Ehrenblattspange des Heeres und als einer von insgesamt nur 631 Wehrmachtssoldaten die Goldene Nahkampfspange.
Da Hogrebe im März 1944 schwer verwundet worden war, wechselte er nach seiner Genesung nach Berlin. Nachdem er dort am 1. September 1944 die Führung des Wachbataillons „Großdeutschland“ übertragen bekommen hatte, wurde dieses bereits am 1. Oktober zum Regiment erweitert und Hogrebe dessen erster Kommandeur. Im Range eines Oberstleutnants nahm er mit seinem Regiment bis zur Kapitulation an der so genannten Schlacht um Berlin teil. Wenn Hogrebe auch nach Kriegsende schwerversehrt aus dem aktiven Militärdienst ausschied, wurde er doch bis zu seinem Tode auch bei der Bundeswehr als Oberstleutnant der Reserve geführt.

### Dendrologische Pionierarbeit als Forstmann
Nach dem Krieg schlug Hogrebe eine Laufbahn im gehobenen Forstdienst ein. Nach einer Revierförstertätigkeit in Ostwestfalen wechselte er nach Wuppertal, wo er ab 1951 das bei Küllenhahn gelegene staatliche Revier Burgholz des Forstamtes Düsseldorf-Benrath (später Forstamt Mettmann) leitete.
Aufgrund der bescheidenen standörtlichen Bedingungen (Schiefer und Grauwacke) und dem eher uninteressanten Wald seines neuen Reviers, griff er die Anregung eines Forsteinrichters, dort fremdländische Baumarten zu erproben, gerne auf. Zumal der Anbau von Gehölzen aus anderen Kontinenten im Burgholz bereits ab der Jahrhundertwende begonnen hatte, wenn auch nicht auf großer Fläche. Hogrebe wurde Mitglied in der Deutschen Dendrologischen Gesellschaft (DDG) und erwarb sich auf Auslandsreisen und im beständigen Kontakt mit namhaften Fachleuten die nötigen Kenntnisse über die Waldverhältnisse in anderen Erdteilen und über Standortansprüche und Leistungsvermögen der dortigen Baumarten. Daraus wählte er dann diejenigen aus, die ihm für sein Revier am geeignetsten erschienen, und begann ab 1958, großflächige Kulturen anzulegen. Er experimentierte unter anderem mit Laubbäumen wie Roteiche und Tulpenbaum, vorrangig aber mit Nadelhölzern, darunter Douglasie, Riesen-Lebensbaum, Weihrauchzeder, Pazifische Edeltanne, Küsten-Tanne, Nikko-Tanne, Sicheltanne, Westamerikanische Hemlocktanne, sowie Riesenmammutbaum, Küsten-Mammutbaum und Urweltmammutbaum. So entstanden im Burgholz exotisch anmutende Waldlandschaften.

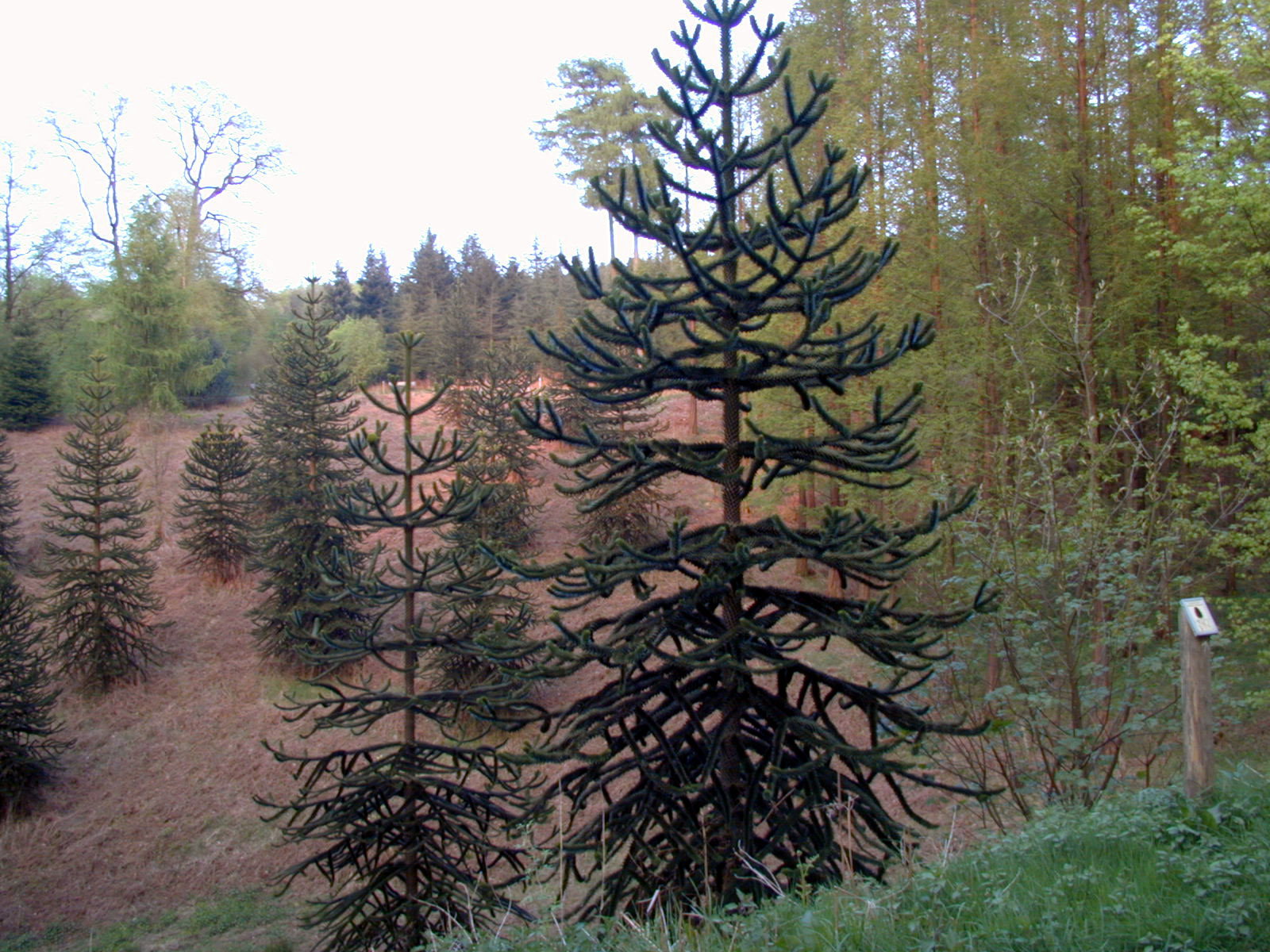
Exotische Waldlandschaften im Burgholz

Dies geschah teilweise gegen erhebliche Bedenken und Widerstände seiner Vorgesetzten und mancherlei Kritik aus dem Kollegenkreis. Hogrebe wusste jedoch das Ministerium für Ernährung, Landwirtschaft und Forsten des Landes NRW in Düsseldorf an seiner Seite.
Der Start war auch aus waldbaulichen Gründen alles andere als einfach. Denn trotz aller Kenntnisse konnte Hogrebe, der sich häufig auf forstlichem Neuland bewegte, nicht immer
genau einschätzen, welche Startbedingungen die einzelnen Baumarten benötigen und ob die Kulturen Erfolg hatten. Aus Sorge vor Kritik seiner Kollegen und Vorgesetzten ließ er manche Anpflanzung schon bei den ersten Ausfallerscheinungen nachbessern, was sich nachher jedoch als unnötig herausstellte, weil die zunächst gepflanzten Bäume doch noch anwuchsen. So erwiesen sich die Gesamtkulturen schließlich oft als viel zu dicht und in manchmal bunter Mischung von Bäumen begründet.

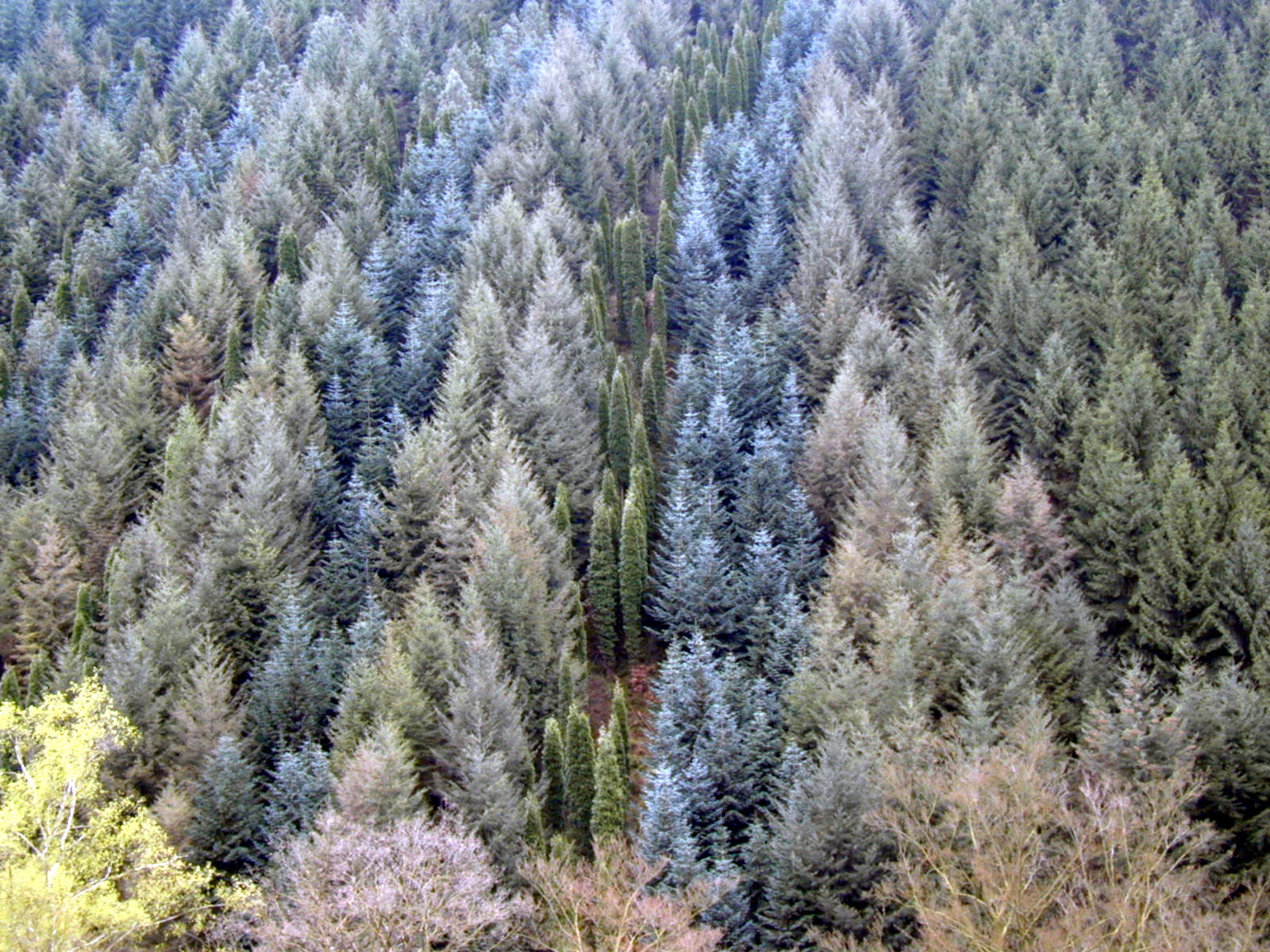
Aus Hogrebes Kulturen entwickelten sich bunte und abwechslungsreiche Waldbilder

Das lag auch daran, dass Vermehrungsgut von fremdländischen Baumarten seinerzeit entweder gar nicht oder nur als Saatgut oder als Stecklingsmaterial zur Verfügung stand. Hogrebe hatte jedoch das Glück, dass ihm der tschechoslowakische Revierförster Richard Pajonk als Gehilfe zur Seite gestellt wurde. Pajonk – später Stadtförster von Velbert – hatte Erfahrung bei der Anzucht von Gehölzen. Sein Talent dafür setzte er im Burgholzer Pflanzkamp um, wo alsbald Frühbeete für die Anzucht von Sämlingen und die Stecklingsvermehrung entstanden. Durch Flächenankauf konnte Hogrebe den Staatsforst Burgholz zudem deutlich erweitern und arrondieren. Zur Kulturbegründung und Erschließung waren auch der Bau von Wildzäunen und weiteren Forststraßen erforderlich.
Bald verbreitete sich der Ruf des Reviers Burgholz weit über Wuppertal und Nordrhein-Westfalen hinaus und es entwickelte sich zu einem Treffpunkt für in- und ausländische Dendrologen. So manche waldbauliche Empfehlung nahm dort ihren Ausgang. Nicht zuletzt legte Hogrebes Tätigkeit auch die Grundlage für den späteren planmäßigen Fremdländer-Versuchsanbau der Landesforstverwaltung Nordrhein-Westfalen. Das von ihm begründete Versuchsrevier wurde Anfang der 1970er Jahre von der Landesforstverwaltung auch offiziell als solches anerkannt und entwickelte sich später zu einem Arboretum weiter, das auch abseits der dendrologischen und forstlichen Fachwelt auf großes Interesse stieß und hohen touristischen Wert erlangte. Bereits im Jahr 1978 verfügte der Forstbetriebsbezirk Burgholz mitsamt allen Einzelpflanzen über mehr als 200 Exoten, die auf rund 170 Hektar Waldfläche stockten. Das Arboretum nimmt heute (2007) rund 250 Hektar des insgesamt rund 1000 Hektar großen Forstbetriebsbezirks Burgholz ein und ist das größte anerkannte deutsche Versuchsrevier zum Anbau von fremdländischen Gehölzen.

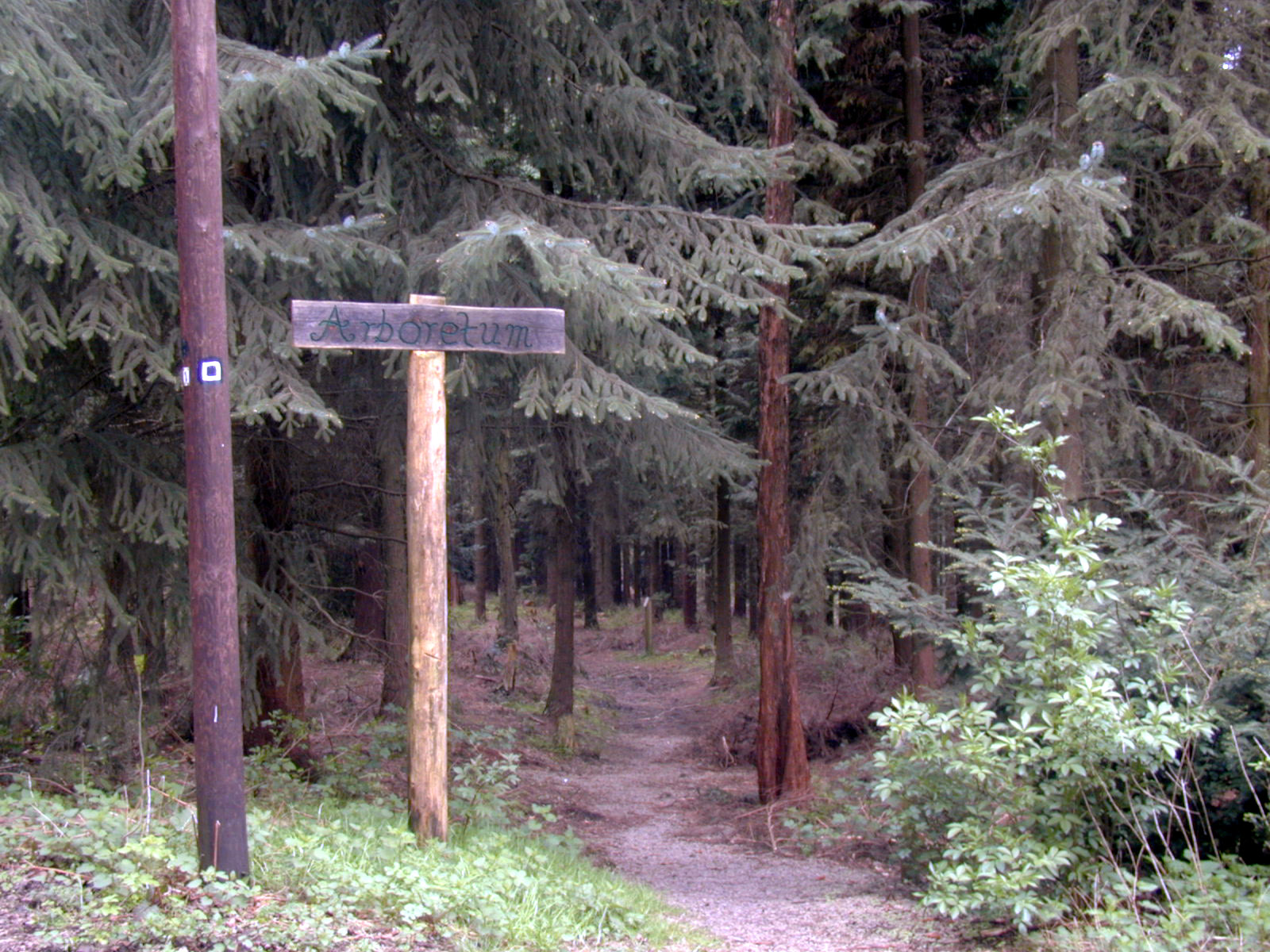
Eingang zum Arboretum Burgholz am Zimmerplatz

Als Berater war Hogrebe zudem auch außerhalb der Landesforstverwaltung tätig. Insgesamt baute er im Staatsforst Burgholz sowie auf weiteren Standorten in der Bundesrepublik Deutschland und in Österreich auf mehr als 140 Hektar fremdländische Baumarten an. Damit schuf er einen bedeutsamen Fundus für dendrologische und waldbauliche Studien.
Seine Erkenntnisse veröffentlichte Heinrich Hogrebe zumeist in den Jahrbüchern Mitteilungen der Deutschen Dendrologischen Gesellschaft sowie in forstlichen Fachzeitschriften. Anlässlich der Exkursion des Deutschen Forstvereins in das Staatliche Forstamt Düsseldorf-Benrath im September 1966 stellte er die ausführliche Abhandlung Fremdländische Baumarten in der Staatlichen Revierförsterei Burgholz zusammen.
Seinen Nachfolger als Burgholzer Revierleiter, Forstamtmann Herbert Dautzenberg, der sein Amt am 1. Mai 1973 antrat, hatte er selbst empfohlen. Bis zu seiner vorgezogenen Pensionierung im Jahr 1975 war Forstamtmann Hogrebe dann an die Landesanstalt für Ökologie, Landschaftsentwicklung und Forstplanung Nordrhein-Westfalen (LÖLF) abgeordnet.
Heinrich Hogrebe war verheiratet und hatte drei Söhne und zwei Töchter.

## Auszeichnungen
- Eisernes Kreuz (1939) II. und I. Klasse
- Deutsches Kreuz in Gold am 14. April 1942[4]
- Ritterkreuz des Eisernen Kreuzes mit Eichenlaub[4]
  - Ritterkreuz am 17. August 1942
  - Eichenlaub am 13. April 1944 (454. Verleihung)
- Nahkampfspange in Gold
- Ehrenblattspange
- Ehrenmitglied der Deutschen Dendrologischen Gesellschaft, für seine dendrologische Pionierarbeit im Burgholz (1988)
- Bundesverdienstkreuz am Bande (25. März 1977)[5]